# Сангуеса
Сангуеса, Сангоса (ісп. Sangüesa, баск. Zangoza) — муніципалітет в Іспанії, у складі автономної спільноти Наварра. Населення — 5210 осіб (2009).
Муніципалітет розташований на відстані близько 310 км на північний схід від Мадрида, 39 км на південний схід від Памплони.
На території муніципалітету розташовані такі населені пункти: (дані про населення за 2009 рік)
- Габардераль: 134 особи
- Рокафорте: 49 осіб
- Сангуеса: 5027 осіб

## Історія
У 1250 — 1530 роках місто було центром Сангуеської меринії (повіту) Наваррського королівства.

## Демографія
Динаміка населення (INE ):

## Галерея зображень

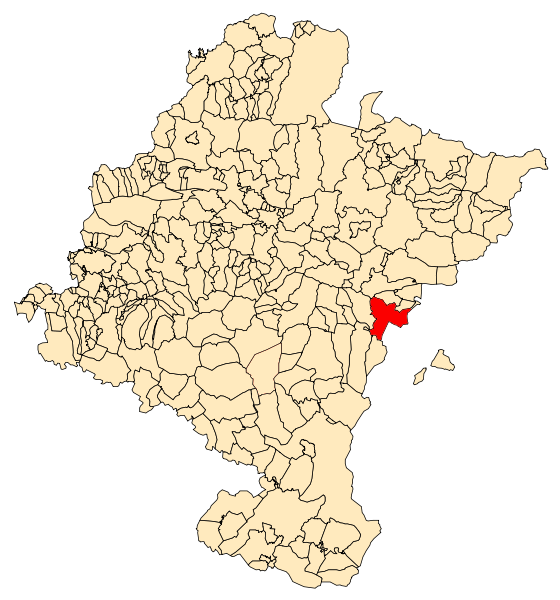
Розташування муніципалітету
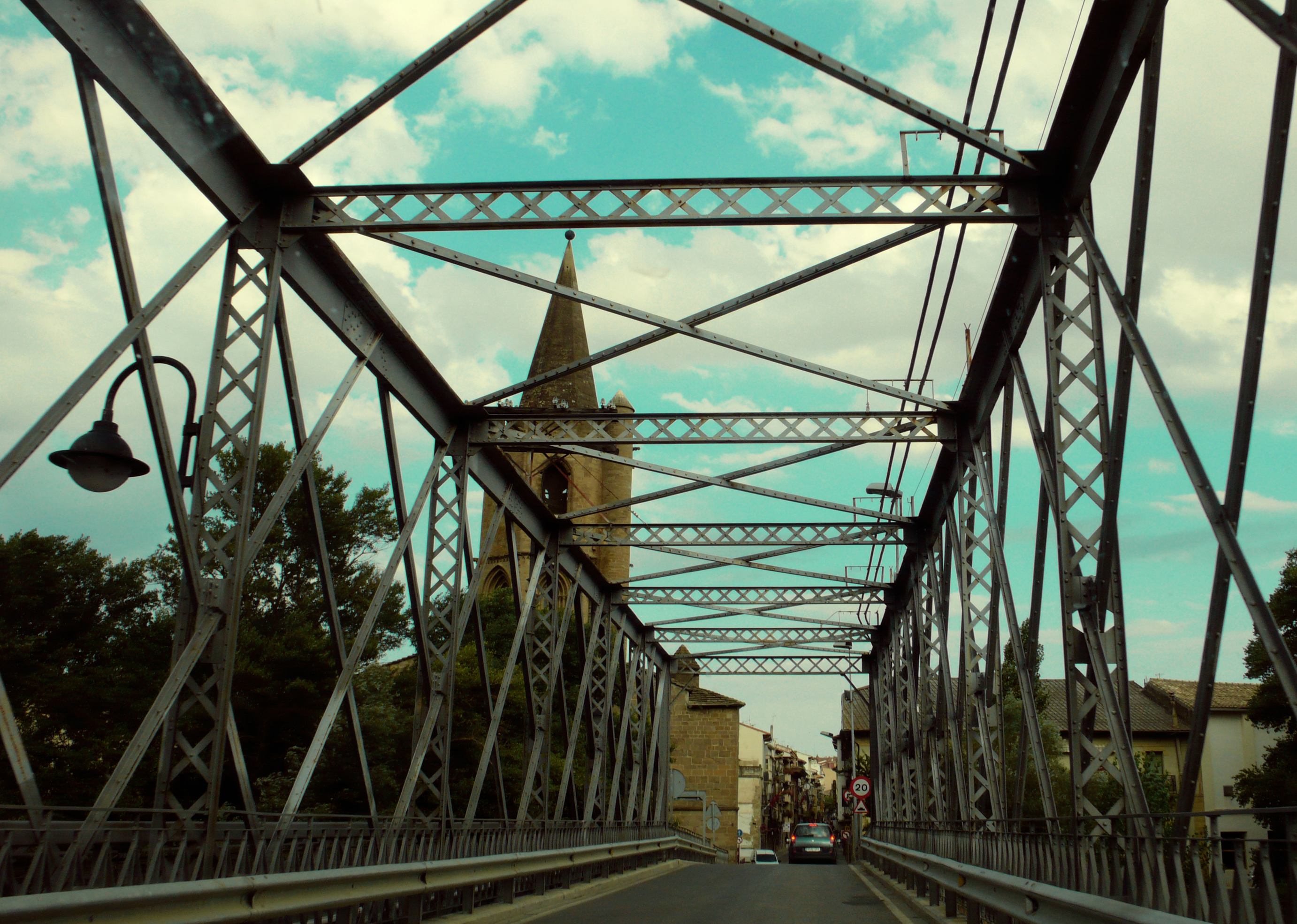
Церква Санта-Марія
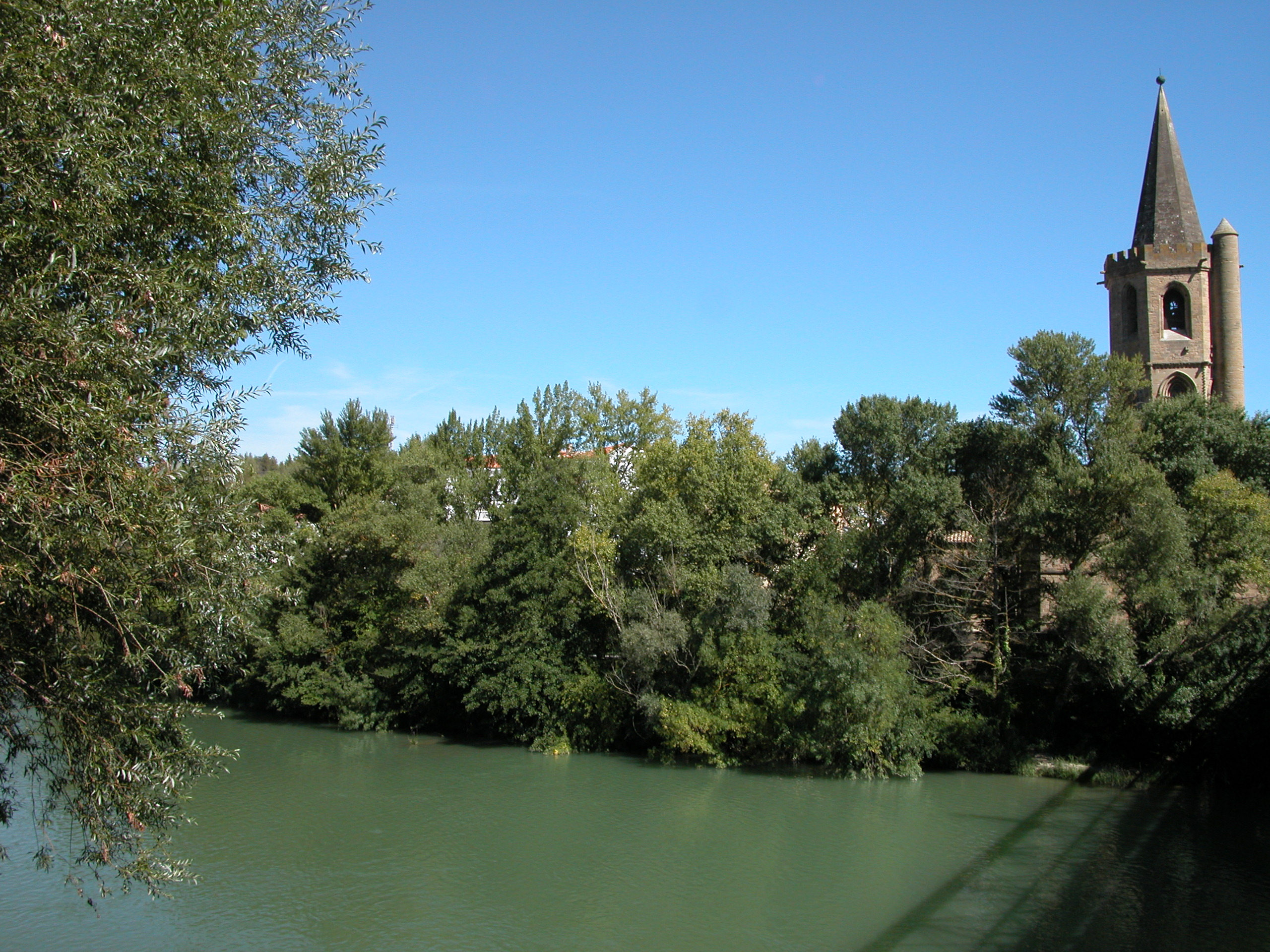
Річка Арагон у Сангуесі